# 王简 (十六国)
王简（？—352年），十六国时后赵、冉魏大臣。
王简在后赵为尚书，349年，冉闵废皇帝石鉴，派王简、少府王郁率领数千兵众把石鉴看押在御龙观，用绳子把食品悬吊进去让石鉴吃。350年，冉闵建立魏国，拜王简为尚书令，重大国事均与他议决。351年，冉闵亲率大军攻打石祗，王简奉命守卫都城邺城。352年，前燕攻打冉魏，冉闵大败，被俘杀。八月十三日，魏国长水校尉马愿等人打开邺城城门，让前燕军队进入，慕容评把董皇后、太子冉智、太尉申钟、司空条攸送至蓟城。尚书令王简、左仆射张、右仆射郎肃全都自杀。